# Lair of the Minotaur
A Lair of the Minotaur amerikai thrash/sludge metal együttes, amely 2003-ban alakult Chicagóban. Steven Rathbone alapította, miután előző együttese, a 7000 Dying Rats stúdió-projekt lett. Felfogadta maga mellé Donald James Barracát ebből a zenekarból, és Larry Herweg-et a Pelicanból, így megalakult a Lair of the Minotaur. Első kiadványuk egy 2003-as demó volt, első nagylemezük 2004-ben jelent meg a Southern Lord Records gondozásában.
A 2010-es albumuk a huszadik helyet szerezte meg a CMJ magazin "Loud Rock" listáján.

## Diszkográfia
- Carnage (2004, Southern Lord Records)
- The Ultimate Destroyer (2006, Southern Lord Records)
- War Metal Battle Master (2008, Southern Lord Records)
- Evil Power (2010, The Grind-House Records)

### EP-k
- Lair of the Minotaur EP (2003)
- Cannibal Massacre EP (2005, Southern Lord Records)
- Godslayer  EP (2013, The Grind-House Records)
- Dragon Eagle of Chaos EP (2018, The Grind-House Records)

### DVD-k
- War Metal Battle Master (2009, Southern Lord Records)